# Влкова
Влкова (словац. Vlková) — село в Словаччині, Кежмарському окрузі Пряшівського краю. Розташоване на півночі східної Словаччини на межі південно—західної частини Левоцьких гір з Попрадською угловиною в долині притоки Врбовського потока.
В селі є римо-католицький костел з 1779 року.

## Історія
Вперше село згадується у 1278 році.

## Населення
| Рік:            | 1994. | 2004.   | 2014.    | 2024.    |
| --------------- | ----- | ------- | -------- | -------- |
| Кількість осіб: | 600   | 649     | 728      | 976      |
| Різниця:        |       | +8,16 % | +12,17 % | +34,06 % |

| Рік:            | 2023. | 2024.   |
| --------------- | ----- | ------- |
| Кількість осіб: | 952   | 976     |
| Різниця:        |       | +2,52 % |

В селі проживає 694 осіб.
Національний склад населення (за даними останнього перепису населення — 2001 року):
- словаки — 99,69 %
- поляки — 0,16 %

Склад населення за приналежністю до релігії станом на 2001 рік:
- римо-католики — 97,32 %,
- греко-католики — 0,94 %,
- не вважають себе віруючими або не належать до жодної вищезгаданої церкви — 1,73 %